# Lycenchelys maoriensis
Lycenchelys maoriensis és una espècie de peix de la família dels zoàrcids i de l'ordre dels perciformes.

## Hàbitat
És un peix marí i d'aigües profundes que viu entre 710-730 m de fondària.

## Distribució geogràfica
Es troba al Pacífic sud-occidental: Nova Zelanda.

## Observacions
És inofensiu per als humans.